# Sąd bartny
Sąd bartny (również roki bartne) – instytucja prawna powołana do rozstrzygania spraw niespornych i spornych bartników, działająca w obrębie jurysdykcji bartnej.

## Historia
Początkowo bartnicy nie mieli własnych sądów. W ziemi łomżyńskiej funkcję sędziego, na mocy postanowienia z 1499, pełnił pisarz ziemski. Ziemia bielska na Podlasiu przywilejem z 1501 miała zastrzeżone rozstrzyganie spraw bartnych przez sądy ziemskie i starostę, a ziemia drohicka (na mocy przywileju z 1511) przez gajowników i pisarzy sądów grodzkich. W niektórych przypadkach pisarz ziemski powoływał w skład sądu (wzorowanego na ziemskim) bartników, jednego wyznaczonego na sędziego, a drugiego na podsędka, i powierzał im wydawanie wyroków. W ten sposób z czasem (XV–XVI w.) utworzyły się sądy bartne. 
W starostwie przasnyskim, zgodnie ze spisanym przez Krzysztofa Niszczyckiego prawem bartnym, w skład sądu wchodziło kilku bartników wybieranych przez członków cechu – pisarz bartny, podstarości i starosta bartny (prawie zawsze szlachcic), który przewodniczył posiedzeniom.
Posiedzenia sądów nie miały wyznaczonych konkretnych terminów. Zwoływał je starosta bartny, gdy zachodziła taka potrzeba, zazwyczaj wybierając termin bliski jednemu ze świąt kościelnych. 
Na Mazowszu przed sądem mogły stawać jedynie osoby fizyczne, jednak w procesie mogła oprócz bartnika występować także osoba spoza cechu. Możliwości występowania w procesie jako strona odmawiano osobom posiadającym przy sobie broń, nietrzeźwym, wykazującym zaburzenia psychiczne, nieletnim, kobietom i banitom. Sieroty otrzymywały zastępców z urzędu, mogły o nich również wystąpić wdowy, które miały jednak prawo występowania przed sądem osobiście.
Wyniki rozstrzygnięć podjętych przez sąd bartny zapisywano w księgach sądowych. 